# Kraftværkskedel
Kraftværkskedler findes i et stort antal af typer, størrelser og med forskelligartet ekstraudstyr. På kraft-/varmeværker forekommer ofte naturligt cirkulerede beholderkedler og tvangsgennemløbne Benson-kedler. Disse kedler er som regel af vandrørstypen, hvor vand transporteres gennem rør, der omsvøbes af varm gas, og de egner sig til produktion af hhv. højtryksdamp og superkritisk damp. Lavtrykskedler er som regel af røgrørstypen, hvor rør fyldt med forbrændingsprodukter omsvøbes af vand, der bliver lavet om til lavtryksdamp. Dette er sikkerhedsmæssigt forsvarligt pga. det lave tryk, og grunden til dette uddybes senere. Denne inddeling af kedler er et vejledende udgangspunkt, men der findes helt sikkert også undtagelser til reglen, fordi dampproduktionsanlæg udføres på mange forskellige måder.
 

## Valg af kedeltype, størrelse og udformning
De primære parametre, som er afgørende for valget af kedeltype, er formålet med dampen og brændselstypen.
I kraft-/varmeværker anvendes damp som regel enten til fjernvarmeproduktion eller til turbinedrift. Dampen, der bruges til fjernvarmeproduktion, er af et, relativt til damp til turbinedrift, lavere tryk. Vi vælger at benævne dette middeltryksdamp jf. benævnelsen i Kongsbergs Thermal Power Plant-simulator. Middeltryksdampen er i kraftværkssimulatoren ved et tryk på ~40 bar(O), hvilket er det tryk, som fjernvarmeveksleren kan holde til plus en sikkerhedsmargin. Idet fjernvarmeveksleren fødes med damp, vil den fungere som en rørvarmeveksler, hvor rørene gennemløbes af fjernvarmevand.
Kraftværkskedler, der producerer lav- og middeltryksdamp, kan som regel fyres med affald, da dette ofte er af svingende tørhed og brændværdi. Producerer man højtryks- eller superkritisk damp, vil man som regel fyre med et brændsel, der har homogen brændværdi og tørhed. Højtryksdamp anvendes til turbinedrift, hvor temperaturen af denne er altafgørende for turbinens termiske virkningsgrad iht. formlen for Carnot-virkningsgrad. Jo højere indgangstemperatur, desto højere termisk virkningsgrad. I jagten på højere termisk virkningsgrad er der blevet udviklet nye metoder og ny teknik, der gør, at dampproduktionsanlæg kan producere stedse varmere damp. Dette har betydet, at man samtidig har måttet forbedre konstruktionsmaterialer og konstruktionsmåden af turbinernes termisk mest belastede komponenter, så de kan arbejde under højere temperaturer. Dette gælder f.eks. det første beskovlingstrin i en højtryksturbine, som man beskytter med meget raffinerede køleluftsystemer, som produceres ved bl.a. laserskæring.
Kedlens og hjælpesystemernes fysiske størrelse er som regel afgjort af den ønskede termiske ydelse eller den dampmængde, der ønskes produceret. Den termiske ydelse er til dels bestemt af brændselstypen, da brændsler har forskelligartet energitæthed. Dimensioneringen af brændkammeret vil f.eks. variere meget, hvis man ønsker en given termisk ydelse og valget af brændsel står mellem højt raffineret olie og affald med f.eks. vandindhold og mange ubrændbare bestanddele.
Under dimensioneringen af kedlens størrelse viser det sig, at det også er relevant at overveje, hvilken udformning af kedlen der ønskes eller kræves. Valget står som regel mellem tårn- eller flertrækskonstruktion, og dette er afgørende for, hvordan hedeflader kan placeres. Derudover skal forbrændingsvejen være så lang, at det sikres, at alle partikler i røggassen er færdigforbrændt, når det kommer i kontakt med den første hedeflade. Hvis de ikke er færdigforbrændt, vil de brændbare partikler kunne afsætte sig og genantænde, når forbrændingsprocessen ellers skulle være stoppet. Dette er i sig selv ikke farligt, for kedlen er ikke lavet af brændbare materialer, men det vil give kunne give kedlen skader. Dette skyldes, at når kedlen tages ud af drift, så stopper eller aftager kølevandscirkulationen også med en given forsinkelse. Hvis der dog opstår en antændelse af det uforbrændte afsæt på kedelvæggene, vil dette skabe, i lyset af den reducerede eller afbrudte køling, farligt høje temperaturer i kedelvæggene. Dette kan medføre, at konstruktionsmetallerne, som kedlen er lavet af, mister deres egenskaber, og det kan f.eks. føre til kedelsprængning næste gang kedlen startes op.